# Igor Nikolovski
Igor Nikolovski (født 16. juli 1973 i Suren, Frankrig) er en makedonsk tidligere fodboldspiller (forsvarer).
Nikolovski spillede i perioden 1995-2002 43 kampe og scorede to mål for Makedoniens landshold. På klubplan repræsenterede han blandt andet Vardar, Antwerpen og Trabzonspor.